# Run Like Hell/Don't Leave Me Now
Run Like Hell/Don't Leave Me Now è un singolo del gruppo musicale britannico Pink Floyd, il secondo estratto dall'undicesimo album in studio The Wall e pubblicato il 17 aprile 1980.

## Tracce
1. Run Like Hell – 3:41 (David Gilmour e Roger Waters)
2. Don't Leave Me Now – 4:08 (Roger Waters)

## Brani

### Run Like Hell
Il brano è stato scritto da David Gilmour e Roger Waters ed è preceduto da In the Flesh e seguito da Waiting for the Worms. L'introduzione è caratterizzata da un suono di una folla urlante, a cui fanno seguito la chitarra di Gilmour e la batteria di Nick Mason, mentre in sottofondo si sente la voce di Gilmour ripetere «Run, run, run»; i versi sono cantati da Waters. Poco prima del termine della canzone si sente l'assolo di un sintetizzatore. Il brano termina con dei suoni confusi: risate isteriche di Pink, un forte urlo, un suono di passi e di un'automobile che slitta sull'asfalto.
Benché le parole "You better run like Hell" appaiono più volte nel testo, non si sentono mai nella canzone. Verso la fine si può udire di nuovo l'urlo di Waters, simile al verso di un'aquila che si sente al termine di The Happiest Days of Our Lives.

### Don't Leave Me Now
Il brano è diviso in due parti distinte: la prima è dai toni piuttosto calmi e dissonanti, scanditi dall'elettronica. Ha un ritmo molto lento e gli strumenti che prevalgono in questa sezione sono un pianoforte, un organo Hammond ed un sintetizzatore con un forte effetto di riverbero ed il rumore di una respirazione umana regolare che scandisce il ritmo. Le parole hanno un suono piuttosto cinico (come in The Thin Ice) e sono pronunciate in maniera non molto chiara, come se il cantante stesse piangendo. La seconda parte ha toni più forti e consiste in un assolo di chitarra elettrica di David Gilmour.
In un'intervista del 1980, Waters ha descritto il brano come il racconto di «due persone che si sono comportate veramente male l'uno con l'altra» ma che sono comunque terrorizzate all'idea della fine della loro relazione.

## Video
In Run Like Hell Pink manda i suoi seguaci, che hanno atteggiamenti nazisti, contro persone povere e indifese. Ebrei e neri vedono le loro case e i loro negozi venire distrutti. Una scena mostra una ragazza bianca ed un ragazzo nero, che si trovano sul sedile posteriore di una macchina, mentre vengono aggrediti da un gruppo dei sostenitori di Pink. Il ragazzo viene tirato fuori dalla macchina e picchiato, mentre la ragazza viene spogliata e violentata. La canzone, nel film, viene ridotta ulteriormente, dato che la seconda strofa viene cantata sopra un assolo di tastiera.
Per queste scene Alan Parker scritturò veri skinheads.
In Don't Leave Me Now la scena introduttiva mostra i resti distrutti della camera d'albergo di Pink. L'inquadratura passa poi sulla mano destra sanguinante di Pink, che si trova nella piscina dell'hotel. Le scene che seguono consistono in un misto di animazione e realtà: mentre Pink sta guardando il film The Dam Busters l'ombra di sua moglie che cammina appare sul muro. L'ombra si trasforma in una figura simile ad una mantide religiosa che a tratti riprende le sembianze del fiore-vulva rappresentato nel video di What Shall We Do Now?. Pink, spaventato, si rifugia in un angolo, accovacciato; il tutto si alterna a delle scene di sua moglie ripresa mentre ha un rapporto sessuale con il suo amante. Il video termina con l'immagine di Pink che siede terrorizzato in un angolo della sua camera.

## Formazione
Run Like Hell
- Gruppo[3]
  - Roger Waters – voce
  - David Gilmour – chitarre, basso, cimbalo
  - Nick Mason – batteria
- Altri musicisti[3]
  - Richard Wright – sintetizzatore Prophet-5
  - James Guthrie – cimbalo
  - Bobbye Hall – percussioni (conga e bongo)
  - Phil Taylor – suono di gomme che slittano

Don't Leave Me Now
- Roger Waters - chitarra, VCS3, voce
- Nick Mason - batteria
- David Gilmour - basso, chitarra, cori
- Richard Wright - basso a pedali, organo, pianoforte, sintetizzatore

## Cover
Nel 2001 il gruppo alternative metal canadese Kittie ha registrato una cover di Run Like Hell, inclusa nell'album Oracle. Nel 2011 il gruppo italiano Mastercastle ha registrato una cover del sopracitato brano per l'edizione speciale del loro album Last Desire, pubblicato dalla etichetta discografica Lion Music; le parti vocali sono eseguite dalla cantante Giorgia Gueglio insieme a Flegias, frontman dei Necrodeath.